# Lutjanus sebae
Lutjanus sebae of keizersnapper is een straalvinnige vis uit de familie van de snappers (Lutjanidae) en behoort derhalve tot de orde van baarsachtigen (Perciformes). De vis kan een lengte bereiken van 116 centimeter. De hoogst geregistreerde leeftijd is 35 jaar.

## Leefomgeving
Lutjanus sebae komt in zeewater en brak water voor. De vis prefereert een tropisch klimaat en komt voor in de Grote en Indische Oceaan op dieptes tussen 5 en 180 meter. 

## Leefwijze en voeding
De keizersnapper is een eierleggende vis. Jonge vissen zwemmen vaak tussen de stekels van zee-egels. Hij voedt zich aan schaaldieren en kleinere vissen. Lutjanus sebae blaast het zand van de zeebodem op om kleine krabbetjes te vinden.

## Relatie tot de mens
Lutjanus sebae is voor de visserij van aanzienlijk commercieel belang. In de hengelsport wordt er weinig op de vis gejaagd. Tevens wordt de soort gevangen voor commerciële aquaria.
Voor de mens is Lutjanus sebae potentieel gevaarlijk, omdat er vermeldingen van ciguatera-vergiftiging zijn geweest.

## Externe link

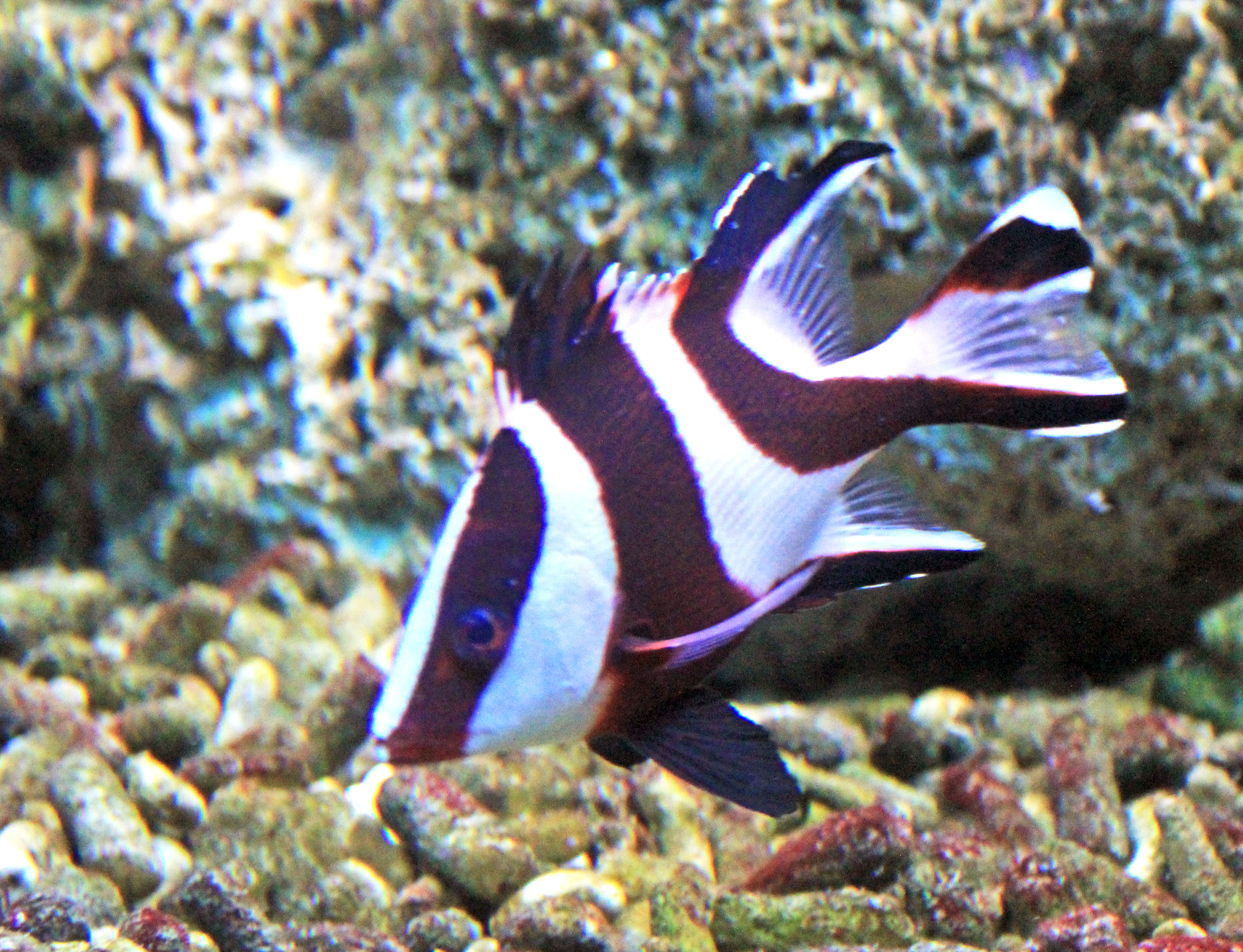
Prague sea aquarium

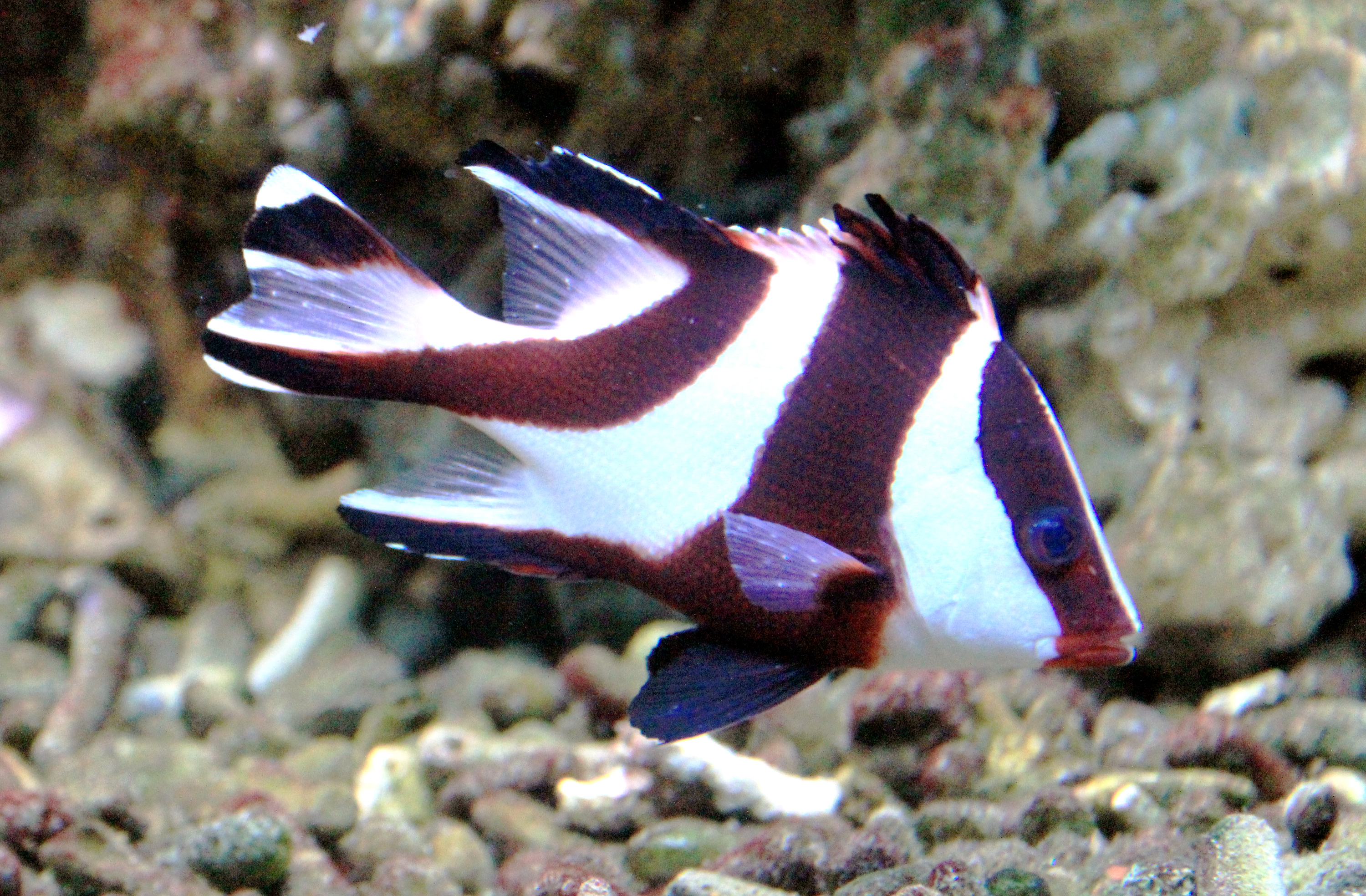
Prague sea aquarium